# Lara Della Mea
Lara Della Mea (Tarvisio, 10 gennaio 1999) è una sciatrice alpina italiana.

## Biografia
Originaria di Camporosso di Tarvisio e attiva in gare FIS dal novembre 2015, si è formata agonisticamente nello Sci Cai Monte Lussari, per poi entrare nel Centro Sportivo Esercito nell'ottobre 2016. Ha debuttato in Coppa Europa il 19 novembre 2016, piazzandosi 54ª nello slalom speciale di Göstling an der Ybbs/Hochkar; nella stessa specialità ha poi colto il primo podio nel circuito, grazie al secondo posto del 4 dicembre 2018 a Trysil.
Ha esordito in Coppa del Mondo il 27 ottobre 2018 a Sölden, senza qualificarsi alla seconda manche dello slalom gigante. Il 29 dicembre, grazie al sedicesimo posto nello slalom speciale di Semmering, ha ottenuto i primi punti nel massimo circuito. Ai Mondiali di Åre 2019, suo esordio iridato, ha vinto la medaglia di bronzo nella gara a squadre e non ha completato lo slalom speciale; nella medesima stagione in Coppa Europa ha vinto la classifica di slalom speciale.
Il 12 dicembre 2020 ha conquistato in Valle Aurina/Klausberg nella medesima specialità la prima vittoria in Coppa Europa; ai successivi Mondiali di Cortina d'Ampezzo 2021 non si è qualificata per la finale nello slalom parallelo, per poi cadere nella propria prova agli ottavi di finale della gara a squadre, riportando la rottura del legamento crociato anteriore del ginocchio sinistro. L'anno dopo ai XXIV Giochi olimpici invernali di Pechino 2022, sua prima presenza olimpica, si è piazzata 30ª nello slalom speciale; ai Mondiali di Courchevel/Méribel 2023 è stata 8ª sia nello slalom speciale sia nella gara a squadre e a quelli di Saalbach-Hinterglemm 2025 ha vinto la medaglia d'oro nella gara a squadre (assieme a Alex Vinatzer, Filippo Della Vite e Giorgia Collomb), si è classificata 13ª nello slalom speciale e non ha completato lo slalom gigante.

## Palmarès

### Mondiali
- 2 medaglie:
  - 1 oro (gara a squadre a Saalbach-Hinterglemm 2025)
  - 1 bronzo (gara a squadre a Åre 2019)

### Festival olimpico invernale della gioventù europea
- 1 medaglia:
  - 1 bronzo (slalom speciale a Erzurum 2017)

### Coppa del Mondo
- Miglior piazzamento in classifica generale: 60ª nel 2025

### Coppa Europa
- Miglior piazzamento in classifica generale: 8ª nel 2022
- Vincitrice della classifica di slalom speciale nel 2019
- 17 podi:
  - 4 vittorie
  - 8 secondi posti
  - 5 terzi posti

#### Coppa Europa - vittorie
| Data             | Località               | Paese    | Specialità |
| ---------------- | ---------------------- | -------- | ---------- |
| 12 dicembre 2020 | Valle Aurina/Klausberg | Italia   | SL         |
| 10 dicembre 2023 | Mayrhofen              | Austria  | SL         |
| 19 marzo 2025    | Geilo                  | Norvegia | GS         |
| 22 marzo 2025    | Oppdal                 | Norvegia | GS         |

Legenda:

GS = slalom gigante

SL = slalom speciale

### South American Cup
- Miglior piazzamento in classifica generale: 24ª nel 2023
- 1 podio:
  - 1 terzo posto

### Campionati italiani
- 4 medaglie:
  - 3 argenti (slalom speciale nel 2019; slalom gigante, slalom speciale nel 2025)
  - 1 bronzo (slalom gigante nel 2024)